# 植村綾子
植村 綾子（うえむら あやこ、旧姓小梁川、1977年〈昭和52年〉3月25日 - ）は、神奈川県出身のチアリーダー、チアリーディング指導者。

## 経歴
- 1999～2006年	日本社会人アメリカンフットボール Xリーグ　鹿島ディアーズ チアリーダーズ　メンバー、キャプテン、MC、コーディネーター[2]
- 2001～2004年	Xリーグオールスターチアリーダーズ「VENUS」メンバー[2]
- 2003年	　　　　アメリカンフットボール・ワールドカップドイツ大会　日本代表チアリーダーズ兼ディレクター[2]
- 2003年	　　　　8月3日 NFLプレシーズンマッチ　アメリカンボウル(東京ドーム) タンパベイ・バッカニアーズ vsNY JETS チアリーダー[2]
- 2005年	　　　　Xリーグオールスターチアリーダーズ「VENUS」オーガナイザー[2]
- 2007～2012年	鹿島ディアーズ チアリーダーズ　コーチ、ディレクター、アドバイザー[2]
- 2009年	　　　　ジャパンXボウル 2009 All-Star Cheerleadersディレクター[2]
- 2010～2011年	プロフェッショナルチアリーディング協会オールスタープロチアリーダーズ　メンバー[2]
- 2011～	　　　　プロフェッショナルチアリーディング協会オールスタープロチアリーダーズ　ディレクター
- 2011～2013年	bjリーグ 横浜ビー・コルセアーズチアリーダーズ「B-ROSE」ディレクター、チアスクールディレクター[2]
- 2013～2015年	bjリーグ 横浜ビー・コルセアーズチアリーダーズ「B-ROSE」プロデューサー[2]
- 2014年	　　　　BCリーグ　武蔵ヒートベアーズ「HONEY BEES」、NBDL　アースフレンズ東京Z「大田Zgirls」立ち上げ[2]
- 2014～2016年	Xリーグ LIXIL DEERS チアリーズディレクター[2]
- 2014～2016年	NBL ALL-STAR GAMEチアリーダーズディレクター[2]
- 2016～	　　　　B.LEAGUE 横浜ビー・コルセアーズチアリーダーズ「B-ROSE」プロデューサー[2]
- 2016年	　　　　B.LEAGUE 開幕戦ALL B.LEAGUE CHEERLEADERSディレクター[2]
- 2017年	　　　　B.LEAGUEオールスターゲーム 2017 B.LEAGUE　ALLSTAR CHEERLEADERSディレクター[2]
- 2017年～      	Xリーグ　LIXIL DEERS チアリーダーズアドバイザー[2]
- 2017年～ 	日本バスケットボール協会 バスケットボール男子日本代表の公式チアリーディングチーム 「AKATSUKI VENUS」プロデューサー　[4]

### 学生時代
3歳で育芳香モダンバレエ研究所へ入所し20年間に渡りバレエを学ぶ傍ら、ヤマハ体操教室に入門して新体操にも取り組んでおり、広島県ジュニア新体操選手権大会でリボン種目において優勝、総合でも3位に入賞している。国士舘大学に入学後はチアリーディング部に入部し、キャプテンとして活躍、また体育学部創作ダンス部でも活動した。

### 鹿島ディアーズ時代
大学卒業後は鹿島建設に勤務する傍ら、日本社会人アメリカンフットボール　Xリーグの鹿島ディアーズ（現：胎内ディアーズ）専属チアリーディングチーム『鹿島ディアーズ チアリーダーズ(KDC)』のチアリーダーとして活動し、入社2年目でバイスキャプテン、3年目でキャプテンに昇進した後、同チームのコーチ、ディレクター、アドバイザーといったチアリーディング指導者への道に進む。メンバーおよび、指導者として鹿島ディアーズ チアリーダーズ在籍中の2003・2004・2006年および2010年にはXリーグのチアリーダーズオブザイヤーに『鹿島ディアーズ チアリーダーズ』が選ばれている。また指導者として、同チームから海東奈月、伊藤奈美ら、米国NBA　NFLで活躍するチアリーダーを複数輩出している。
日本社会人アメリカンフットボール決勝戦、アメリカンフットボールワールドカップ日本代表チアリーダーズ、世界陸上競技大会、JAPAN-USA BOWLやW杯日本大会、セイコースーパー陸上競技大会など、150名規模のチアリーダーを統括し、パフォーマンスの振り付けディレクション、プロデュースをXリーグ東日本チア実行委員長として統括する。

### プロチア協会設立後
2010年4月1日、一般社団法人プロフェッショナルチアリーディング協会が設立。同協会のチアリーダーズ『オールスタープロチアリーダーズ』のディレクターとして本田景子、平井絢野といったチアリーダーを輩出した。
プロチア協会のディレクターとしてはNBL ALL-STAR GAME、B.LEAGUE開幕戦、B.LEAGUE ALLSTAR GAME のチアリーダーズディレクション、また、複数のプロチアリーダーズの立ち上げからディレクション、プロデュース事業にも携わっている。
2010年に横浜ビー・コルセアーズが発足準備を行っていた時期に、横浜ビー・コルセアーズ公式チアリーディングチーム『B-ROSE』の立ち上げにディレクターとして携わった、B-ROSEを｢bjリーグ　2012-2013シーズン　ベストパフォーマンス賞｣に導いている。B-ROSEからもNFLで活躍するチアリーダーとして本田景子を輩出している。
その他、プロフェッショナルチアリーディング協会のディレクターとしてB.LEAGUEの千葉ジェッツ、群馬クレインサンダース、三遠ネオフェニックス、アースフレンズ東京Zなど、複数のプロチアリーダーチームのプロデュース、コーチ、指導を行った実績がある。また、2017年からバスケットボール日本代表のオフィシャルチアリーダーズ『AKATSUKI VENUS』のプロデューサーとしてチアリーダーの育成にあたっている。
その他、一般初心者向けの指導、キッズチアリーダーズの指導、オーディションの振付けやハーフタイムショーの振付け、オーディションやコンテストの審査員など、キッズから大人のコーチングを含めたチアリーダーズインストラクションのスペシャリストとして活躍中。
チアリーディング指導においては、チアリーダーのスピリットとして「人を励まし、お互いを尊敬する協調性、前向きな気持ち」を非常に大切に考えており、植村が指導しているチームのスローガンなどにも度々この言葉が用いられている。好きな言葉は｢決めたらそれが正解｣.

## 逸話
- 現在は横浜市在住だが[12]、幼稚園から小学4年まで横須賀市に住んでいた[13]。
- KDCメンバー時代の2002年と2003年にNFLチアリーダーのオーディションに挑戦したが、いずれも最終審査で不合格となった[書籍 4]。この時のオーディションに合格してNFLサンフランシスコ49ersチアリーダーとして活動したのが、現在、植村がディレクターを務めるプロフェショナルチアリーディング協会代表の 齋藤佳子である[書籍 5][14]。
- 私生活ではKDC引退後の2007年6月に入籍。2009年2月に第一子となる長男を[書籍 5]、2012年12月に双子を出産し、3児の母となっている[書籍 6]。

## 著書
- 「チアリーダーズ ライフ 自分が元気になる! 人を元気にする!」（双葉社、2018年）ISBN 4575313939

## ラジオ
- 「植村綾子のチアリーディングチャンネル」ラジオパーソナリティー、レインボータウンFM放送、毎月第二金曜17:30-18:00 「SPORTS WORKERS 植村綾子のチアリーディングチャンネル」

### 書籍
1. 1 2  『チアリーダーズライフ 自分が元気になる! 人を元気にする!』（初版）双葉社、2018年9月30日、96-97頁。「29歳で現役チアリーダーを引退」
2. ↑  『チアリーダーズライフ 自分が元気になる! 人を元気にする!』（初版）双葉社、2018年9月30日、152-155頁。「日本のチアリーダーを取り巻く環境」
3. ↑  『チアリーダーズライフ 自分が元気になる! 人を元気にする!』（初版）双葉社、2018年9月30日、190-191頁。「おわりに」
4. ↑  『チアリーダーズライフ 自分が元気になる! 人を元気にする!』（初版）双葉社、2018年9月30日、75-77頁。「私がアメリカに行けなかった理由」
5. 1 2  『チアリーダーズライフ 自分が元気になる! 人を元気にする!』（初版）双葉社、2018年9月30日、98-101頁。「結婚・出産はキャリアの中断か?」
6. ↑  『チアリーダーズライフ 自分が元気になる! 人を元気にする!』（初版）双葉社、2018年9月30日、102-104頁。「予想外の双子出産」